# Király-kacérkolibri
A király-kacérkolibri (Lophornis ornatus) a madarak osztályának sarlósfecske-alakúak (Apodiformes) rendjébe és a kolibrifélék (Trochilidae) családjába tartozó faj.

## Rendszerezése
A fajt Pieter Boddaert holland természettudós írta le 1783-ban, a Trochilus nembe Trochilus ornatus néven.

## Előfordulása
Dél-Amerika északi részén, Brazília, Trinidad, Francia Guyana, Guyana, Suriname és Venezuela területén honos.
Természetes élőhelyei a szubtrópusi és trópusi síkvidéki esőerdők és cserjések, nedves szavannák, valamint másodlagos erdők, szántóföldek és ültetvények.

## Megjelenése
Testhossza 7 centiméter. A  hím vörös fejdíszt visel, válltollai meghosszabbodtak és szélesebbekké váltak. A törzse bronzzöld, hátán keresztben keskeny fehér sávja van. A hímnek gallérja is van, amelyet hosszabb, világos barnásvörös tollak alkotnak. Csőrük hús vörös, hegye barna.
|  |

## Természetvédelmi helyzete
Az elterjedési területe nagyon nagy, egyedszáma pedig stabil. A Természetvédelmi Világszövetség Vörös listáján nem fenyegetett fajként szerepel.